# Síndrome del coixinet de teixit adipós del taló
La síndrome del coixinet de teixit adipós del taló és un dolor que es presenta al centre del taló. Generalment es deu a l'atrofia del coixinet de greix que compon el taló. Els factors de risc són l'obesitat. Altres malalties amb símptomes similars són la fasciïtis plantar. El tractament inclou repòs, medicació contra el dolor i plantilles. Es fa més comú amb l'edat.

## Signes i símptomes
- Dolor al taló, generalment al mig del taló (però potser als costats). A diferència del dolor de la fàscia plantar o de l'esperó del taló que són a la part davantera del taló i no al centre.
- El dolor sol ser un dolor profund i que se sent com una contusió.
- En prémer amb el polze al centre del taló hauria d'aparèixer el dolor.
- Sovint es pot atribuir a un cop al taló: generalment descalç sobre una superfície dura, saltant amb sabates dures de vestir, trepitjant una pedra mentre es corre.
- El dolor s'agreuja caminant descalç per superfícies dures com a rajoles ceràmiques, formigó, terres de fusta dura, etc.

## Diagnòstic
El diagnòstic diferencial principal és amb la fasciïtis plantar, diferenciant-se per la localització anterior de la fasciïtis.